# 폴란드 철학사
폴란드 철학사는 전반적인 유럽 철학의 발전과 유사하다. 폴란드의 철학은 유럽 철학의 거시적 추세에 의지하였고, 결과적으로 유럽 철학의 발전에 기여하였다. 가장 중대한 폴란드의 공헌 중에는 13세기 스콜라 학파의 철학자와 과학자 비텔로(Witelo)에 의해, 16세기 르네상스의 박식가인 니콜라우스 코페르니쿠스에 의해 이루어진 것이 있다. 그 후, 폴란드-리투아니아 연방은 계몽주의의 지적 동요에 참여하지만, 분할을 주도한 세 제국이 제1차 세계 대전에서 쇠퇴하기까지 123년 간 지속되는 폴란드 분할과 정치적 최후를 겪고 오래지 않아 이 다민족 연방은 끝을 맺는다. 1830년 11월과 1863년 1월 사이의 메시아주의 시기는 유럽의 낭만주의와 관념론 조류 뿐만이 아니라, 정치적 부활에 대한 폴란드 인의 갈망을 반영하였다. 과격한 형이상학의 시기였다. 1863년 1월 봉기의 실패는 폴란드 상황의 고통스러운 재평가를 야기시켰다. 폴란드 인들은 "그들의 포부로 자산을 판단하는" 과거 관습을 포기하고 힘들게 일하고 공부하는 데에 몰두하였다.

## 스콜라 철학
형식적으로 폴란드의 철학사는 1400년 국왕 브와디스와프 2세에 의한 크라쿠프 대학의 부흥 후인 15세기에 시작된다고 할 수 있다. 하지만 폴란드 철학의 진정한 시작은 13세기의 실레지아 출신의 비텔로를 되짚어 봐야 한다.

## 같이 보기
- 철학사
- 폴란드의 철학자

## 참고 문헌
- Władysław Tatarkiewicz, Historia filozofii (History of Philosophy), 3 vols., Warsaw, Państwowe Wydawnictwo Naukowe, 1978.
- Władysław Tatarkiewicz, Zarys dziejów filozofii w Polsce (A Brief History of Philosophy in Poland), [in the series:] Historia nauki polskiej w monografiach (History of Polish Learning in Monographs), [volume] XXXII, Kraków, Polska Akademia Umiejętności (Polish Academy of Learning), 1948. This monograph draws from pertinent sections in earlier editions of the author's Historia filozofii (History of Philosophy).
- Władysław Tatarkiewicz, "Outline of the History of Philosophy in Poland," translated from the Polish by Christopher Kasparek, The Polish Review, vol. XVIII, no. 3, 1973, pp. 73–85.
- Will Durant, The Age of Faith: A History of Medieval Civilization – Christian, Islamic, and Judaic – from Constantine to Dante: A.D. 325-1300, [in the series:] The Story of Civilization, New York, Simon & Schuster, 1950.
- Angus Armitage, The World of Copernicus, New York, Mentor Books, 1951.
- Joseph Kasparek, The Constitutions of Poland and of the United States: Kinships and Genealogy, Miami, American Institute of Polish Culture, 1980.
- Edward Pieścikowski, Bolesław Prus, 2nd edition, Warsaw, Państwowe Wydawnictwo Naukowe, 1985.
- Kazimierz Kuratowski, A Half Century of Polish Mathematics: Remembrances and Reflections, Oxford, Pergamon Press, 1973, ISBN 0-08-023046-6.
- Leszek Kołakowski, Positivist Philosophy from Hume to the Vienna Circle, Penguin Books, 1972.
- Francesco Coniglione, Nel segno della scienza. La filosofia polacca del Novecento, Milano, FrancoAngeli, 1996.
- Encyklopedia Powszechna PWN (PWN Universal Encyclopedia), 4 vols., Warsaw, Państwowe Wydawnictwo Naukowe, 1976.
- Encyklopedia Polski, Kraków, Wydawnictwo Ryszard Kluszczyński, 1996.
- Polski słownik biograficzny.
- ZNAK, 5/2005/600, pp. 23–102.